# Café de Chinitas (película)
Café de Chinitas es una película española de 1960, escrita y dirigida por Gonzalo Delgrás.
Trata sobre la vida de un joven llamado Antonio Vargas, encarnado por el cantante español Antonio Molina.

## Argumento
La película empieza con la vuelta de Antonio Vargas a España tras una exitosa gira por América. Nada más llegar a Málaga, Antonio pide ver el famoso Café de Chinitas, dónde empezó su carrera como cantante, y se encuentra el local totalmente en ruinas. A partir de ese momento, el argumento se centra en un flashback que nos mostrará los humildes orígenes del protagonista y cómo alcanzó el éxito; sin dejar de lado sus amores y desamores ni su rivalidad con Paco el Rondeño, interpretado por Rafael Farina, que en esta ocasión encarna al antagonista.
El argumento progresa cronológicamente por la vida del protagonista hasta llegar, al final de la película, de nuevo al punto de partida, y a partir de ahí la historia seguirá transcurriendo un par de minutos más, mostrando qué pasó al final con su vida privada, es decir con la familia.

## Reparto
| Actor            | Personaje |
| ---------------- | --------- |
| Frank Braña      |           |
| Ricardo Canales  |           |
| Manuel de Juan   |           |
| Eulália del Pino |           |
| Rafael Farina    |           |
| Rafael Hernández |           |
| Delia Luna       |           |
| Antonio Molina   |           |
| Eva Tusset       |           |
| Enrique Ávila    |           |